# Neritina natalensis
Neritina natalensis é uma espécie de gastrópode  da família Neritidae.
Pode ser encontrada nos seguintes países: Quénia, Moçambique, Somália, África do Sul e Tanzânia.